# 栃木いすゞ自動車
栃木いすゞ自動車株式会社（とちぎいすずじどうしゃ、略称：栃木いすゞ）は、栃木県宇都宮市に本社を置く、いすゞ自動車を取り扱う自動車販売会社である。栃木運輸支局管轄区域を販売エリアとする正規ディーラーである。いすゞ自動車の生産拠点である栃木工場（栃木市）がある。
いすゞ製トラック・バスの他、輸入車としてアルファロメオ、フィアット、マセラティ、フェラーリも取り扱っている。また、公式サイトにはいすゞがかつて生産した乗用車（ベレットなど）についても詳しく記載されている。

## 沿革
- 1950年（昭和25年）-4月 設立。（関東いすゞ自動車より栃木県域の販売権を譲受）
- 1972年（昭和47年）- 輸入乗用車の取り扱い開始。当時の取り扱い車種は伊藤忠オートが輸入する、シボレー、アルファロメオと東邦モータースが輸入するオールズモビルとオペル、日英自動車が輸入するポンティアックとジャガーで、GM車を中心に取り扱っていた。
- 1993年（平成5年）- 宇都宮いすゞモーターを吸収合併
- 2016年（平成28年）- 小山営業所と佐野営業所が国交省の表彰事業である平成28年「環境指向型事業場」関東運輸局長表彰を受賞[2]。

## 事業所所在地
- 本社，宇都宮市花房2-2-4
  - 本社屋は暖色系の大型木造建築物で、第10回宇都宮市まちなみ景観賞大賞を2006年（平成18年）度に受賞した[3]。
- 外国車事業部，宇都宮市屋板町
- 宇都宮営業所（大型），宇都宮市陽南
- 宇都宮南営業所（小型），宇都宮市屋板町
- 佐野営業所，佐野市大橋町
- 日光営業所，日光市森友
- 小山営業所，小山市神鳥谷
- 真岡営業所，真岡市亀山字大野
- 那須営業所，那須塩原市二区町
- 烏山営業所，那須烏山市大桶
- 宇都宮営業所サービス工場（大型），宇都宮市陽南
- 宇都宮南営業所サービス工場（小型），宇都宮市屋板町
- 佐野営業所サービス工場，佐野市大橋町
- 日光営業所サービス工場，日光市森友
- 小山営業所サービス工場，小山市神鳥谷
- 真岡営業所サービス工場，真岡市亀山字大野
- 那須営業所サービス工場，那須塩原市二区町
- 烏山営業所サービス工場，那須烏山市大桶